# Bagani
Bagani es una serie de televisión filipina transmitida por ABS-CBN desde el 5 de marzo hasta el 17 de agosto de 2018.
Está protagonizada por Enrique Gil, Liza Soberano, Matteo Guidicelli, Sofía Andrés y Makisig Morales.

## Sinopsis
La serie gira en torno a la lucha y el conflicto de cinco grupos: Taga-Patag (granjeros), Taga-Laot (pescadores), Taga-Kalakal (comerciantes), Taga-Gubat (cazadores), Taga-Disyerto (guerreros) en un mundo de fantasía llamado Sansinukob.

## Elenco

### Elenco principal
- Enrique Gil como Lakas (Taga-Disyerto).[2][3][4]
- Liza Soberano como Ganda (Taga-Patag).[5][6][7]
- Matteo Guidicelli como Lakam (Taga-Kalakal).[8][9]
- Sofía Andrés como Mayari (Taga-Laot).[10][11]
- Makisig Morales[7] como Dumakulem (Taga-Gubat).[12][13]
- Zaijan Jaranilla como Liksi.

### Elenco secundario
- Diether Ocampo[4] como Apo.
- Ryan Eigenmann[4] como Sarimaw.
- Rayver Cruz como Kidlat.
- Robert Seña como Ama.
- Ana Abad Santos como Lila.
- Joonee Gamboa como el abuelo de Liksi.
- Rio Locsin como la madre de Liksi.
- Precious Lara Quigaman como Dilag.
- Enzo Pineda como Datu.
- Nanette Inventor como la abuela de Liksi.
- Maricar Reyes[14] como Makiling.
- Benjie Paras como Bernardo Carpio.
- Ahron Villena como Kataw.
- Cora Waddell como Liwliwa.
- Richard Quan
- Minco Fabregas como Hukluban.
- Mikylla Ramirez como Ula.
- Joj Agpangan como Lala.
- Dwight Gaston como la padre de Dumakulem.
- Sunshine García como Mansisilat.
- Dimples Romana[15] como Gloria